# Mika Pyörälä
Mika Tuomas Pyörälä, född 13 juli 1981 i Uleåborg, är en finländsk ishockeyspelare som spelar i Kärpät i FM-ligan. Han har tidigare spelat i bl.a. Frölunda Hockey och i Kärpät, Uleåborg, där han hade tröja nummer 17. Han har också spelat i Timrå IK där han hade nummer 37 och han slog det tidigare målrekordet i Timrå på 20 mål på en säsong. Pyörälä spelade i Kärpät 2000-2007 och blev där finsk mästare tre gånger, silvermedaljör två gånger samt bronsmedaljör en gång. Han spelade sammanlagt 318 matcher i FM-ligan. I dessa gjorde han 83 mål och 70 assist. Säsongen 2003-2004 spelade han i Euro Hockey Tour för Finland.
Han har också spelat i Europeiska klubbmästerskapet i ishockey där han och laget vann två silver och även silver i Nordic Trophy. Pyörälä gick till Timrå IK våren 2007, samma år som han spelade med de finländska silvermedaljörerna i VM i Ryssland. 2009 fick han chansen i Philadelphia Flyers i NHL, en sejour som bara blev ettårig innan han lockades tillbaka till Sverige för att spela med Frölunda. År 2011 vann Pyörälä VM-guld när Finland slog Tre kronor i finalen.

## Klubbar
- Kärpät 2000-2007, 2013-
- Timrå IK 2007-2009
- Philadelphia Flyers / Adirondack Phantoms 2009-2010
- Frölunda HC 2010-2012
- Amur Chabarovsk 2012-2013
- Luleå HF 2012-2013